# Ackera Nugent
Pour les articles homonymes, voir Nugent.
Ackera Nugent, née le 29 avril 2002, est une athlète jamaïcaine, spécialiste du 100 mètres haies.

## Biographie
Elle remporte le 100 m haies des championnats du monde juniors de 2021, à Nairobi au Kenya, en 12 s 95.
En 2024, elle remporte les sélections olympiques jamaïcaines en 12 s 28, ce qui bat le record national de Britany Anderson, datant de 2022.
En finale des Jeux olympiques de Paris, elle abandonne après plusieurs erreurs de franchissement.
Après les Jeux, elle remporte le meeting de Ligue de diamant de Chorzów en 12 s 29, puis celui de Rome en 12 s 24, ce qui améliore son record national et fait d'elle la 4e performeuse de tous les temps.

## Palmarès
| Date | Compétition                    | Lieu     | Résultat | Épreuve     | Temps   |
| ---- | ------------------------------ | -------- | -------- | ----------- | ------- |
| 2021 | Championnats du monde juniors  | Nairobi  | 1re      | 100 m haies | 12 s 95 |
| 2023 | Championnats du monde          | Budapest | 5e       | 100 m haies | 12 s 61 |
| 2024 | Jeux olympiques                | Paris    | DNF      | 100 m haies | -       |
| 2025 | Championnats du monde en salle | Nankin   | 3e       | 100 m haies | 7 s 74  |

## Records
| Épreuve      | Temps        | Vent         | Lieu            | Date            |
| En plein air | En plein air | En plein air | En plein air    | En plein air    |
| ------------ | ------------ | ------------ | --------------- | --------------- |
| 100 m        | 11 s 09      | +1,6         | College Station | 27 mai 2021     |
| 100 m haies  | 12 s 24      |              | Rome            | 30 août 2024    |
| En salle     |              |              |                 |                 |
| 60 m         | 7 s 20       | -            | Fayetteville    | 25 février 2023 |
| 60 m haies   | 7 s 72       | -            | Albuquerque     | 10 mars 2023    |